# Nationalpreis der DDR
Der Nationalpreis der DDR war eine staatliche Auszeichnung in der Deutschen Demokratischen Republik, die in drei Klassen für „hervorragende schöpferische Arbeiten auf den Gebieten der Wissenschaft und Technik, bedeutende mathematisch-naturwissenschaftliche Entdeckungen und technische Erfindungen, die Einführung neuer Arbeits- und Produktionsmethoden“ oder für „hervorragende Werke und Leistungen auf den Gebieten der Kunst und Literatur“ verliehen wurde.

## Geschichte
Die Einrichtung des Preises geht auf eine Verordnung der Deutschen Wirtschaftskommission vom 31. März 1949 zurück. Die genaue Vorgehensweise wurde von der Deutschen Wirtschaftskommission am 18. Mai 1949 geregelt.
Die Auszeichnung wurde erstmals am 25. August 1949, und damit noch vor der Gründung der DDR, unter dem Namen „Deutscher Nationalpreis im Goethejahr 1949“ vom Präsidium des Deutschen Volksrats in Berlin verliehen. Die zugehörige Urkunde war von Wilhelm Pieck und anderen unterschrieben. Die Medaille am Band war 1949 aus Gold und hatte einen Durchmesser von 25 Millimetern. Bereits am 1. August desselben Jahres hatte Thomas Mann einen ad hoc geschaffenen und anschließend nie wieder vergebenen Goethe-Nationalpreis erhalten, der in Konkurrenz zum Goethepreis der Stadt Frankfurt am Main gestiftet worden war.
Nach Gründung der DDR wurde die Verleihung des Nationalpreises durch ein neues Gesetz geregelt. Die Verleihung erfolgte nun jährlich zum 7. Oktober, dem „Tag der Republik“. Abweichend vom 7. Oktober wurden Nationalpreise für hervorragende wissenschaftliche Leistungen auf dem Gebiet des Leistungssports und in der Sportmedizin in einigen Olympiajahren an Kollektive vergeben. Anlässlich der Fertigstellung des Palastes der Republik wurden im April 1976 ebenfalls Nationalpreise verliehen. Nicht nur einzelne DDR-Bürger, auch Ausländer oder Personengruppen konnten den Preis bei entsprechenden Leistungen für die sozialistische Wissenschaft oder Kultur empfangen. Vor allem bei herausragenden wissenschaftlichen Leistungen wurden mit dem Preis oft ganze Forscherkollektive und nicht Einzelpersonen ausgezeichnet. Der Nationalpreis wurde in drei Klassen verliehen; die I. Klasse war mit einem Geldpreis in Höhe von 100.000 Mark, die II. Klasse mit 50.000 Mark und die III. Klasse mit 25.000 Mark verbunden. Eine mehrfache Auszeichnung des gleichen Empfängers war möglich.

## Medaille für Preisträger
Die Medaille für Preisträger bestand aus einer runden, bis Anfang der 1970er Jahre 750-er Goldmedaille, danach vergoldeten Medaille mit 26 Millimeter Durchmesser. Ihre Vorderseite zeigte ein Porträt Johann Wolfgang von Goethes und den Schriftzug „Deutsche Demokratische Republik“, die Rückseite war mit dem Wort „Nationalpreis“ beschriftet. Die Medaille war auf der rechten oberen Brustseite zu tragen.

## Statistik
Der Nationalpreis I. Klasse für Wissenschaft und Technik wurde insgesamt an 455 Einzelpersonen vergeben. Mit dem Nationalpreis wurden überwiegend Männer geehrt, so befanden sich unter den Trägern des Nationalpreises I. Klasse für Wissenschaft und Technik nur zehn Frauen. Erstmals erhielt 1950 mit Cécile Vogt eine Frau den Preis, erst 20 Jahre später folgten ihr Helga Müller und Barbara Hafner. Der Nationalpreis I. Klasse für Kunst und Literatur wurde 258 Personen verliehen, darunter 44 Frauen. Mit Christel Goltz erhielt ihn 1949 erstmals eine Frau, zuletzt wurde 1989 Hedda Zinner ausgezeichnet. Ein ähnliches Bild zur Geschlechtsverteilung ergibt sich auch für die jeweils anderen Klassen des Preises.
Während in einigen Jahren (1956, 1957, 1962, 1963 und 1965) der Nationalpreis I. Klasse für Wissenschaft und Technik nicht verliehen wurde, teilten sich 1977 29 Personen diese Auszeichnung. Es folgen die Jahre 1988 mit 25 sowie 1985 und 1989 mit je 24 Ehrungen. In der Kategorie Kunst und Literatur wurden 1956, 1957 und 1962 keine Preise vergeben, 1984 jedoch 29 (1968: 21, 1985: 18).

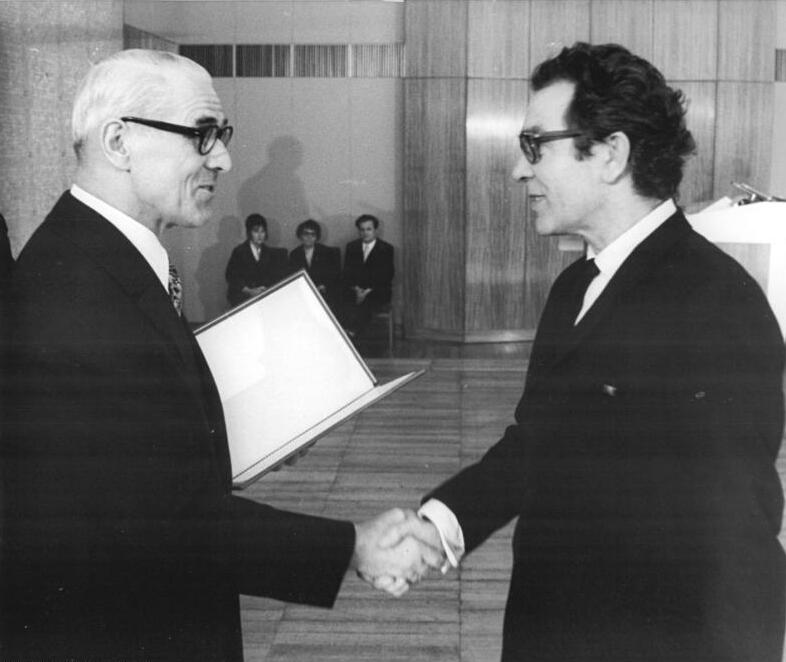
Verleihung des Nationalpreises der DDR an Benno Besson, 1974
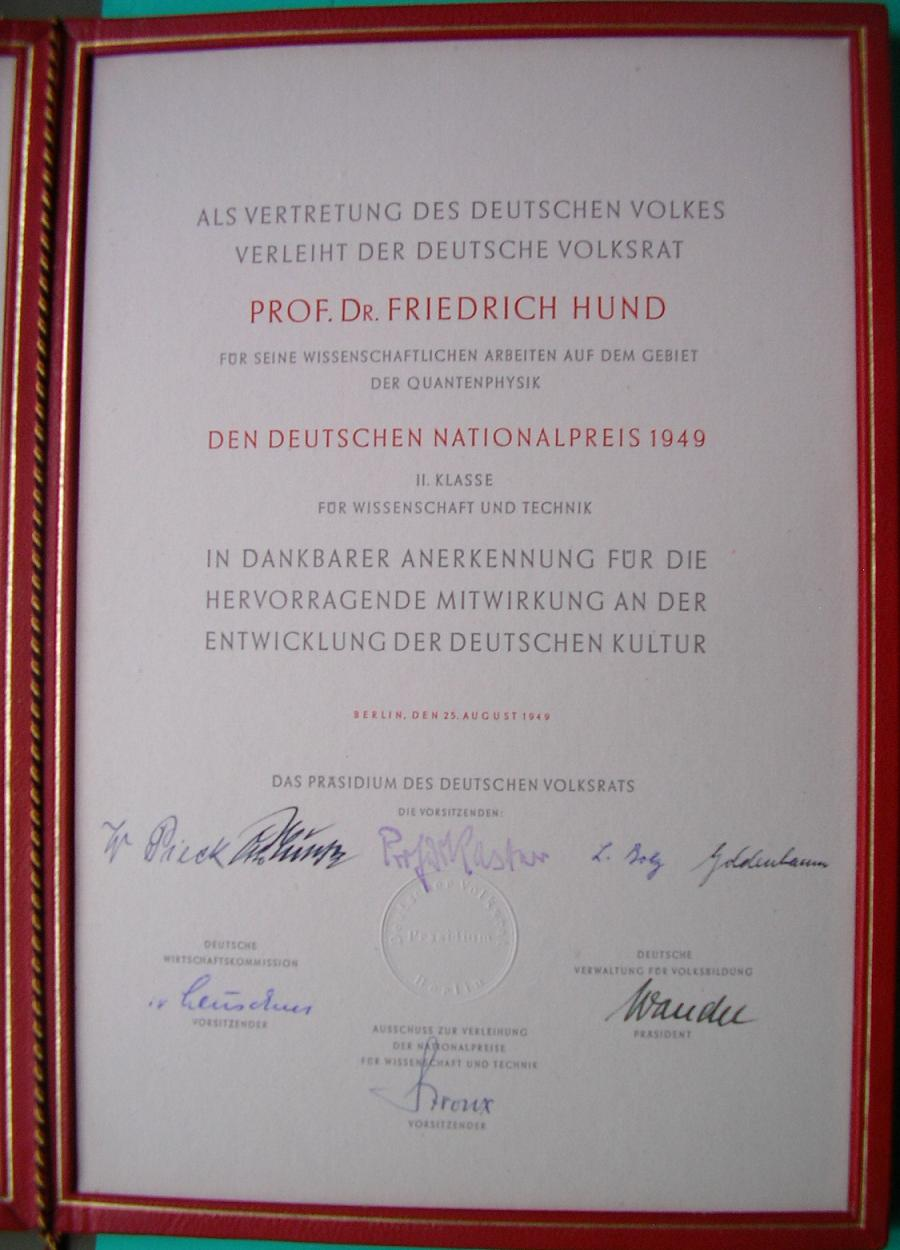
Nationalpreisurkunde 1949 für Friedrich Hund
Medaille für Träger des Nationalpreises 1949 Vorderseite und Rückseite